# Wynn Las Vegas
Wynn Las Vegas, Wynn Las Vegas Resort and Country Club (кратко называют «Wynn») — отель-казино, расположенный на бульваре Лас-Вегас-Стрип, в Лас-Вегасе, штат Невада, США, и названный в честь миллиардера и известного деятеля игорной индустрии Стива Винна. Wynn Las Vegas — флагман его компании Wynn Resorts Limited. В гостинице — 2716 номеров, казино, конференц-центр и разнообразные магазины.

Логотип Wynn Las Vegas

60-этажный гостиничный корпус Wynn Las Vegas — шестое по высоте здание Лас-Вегаса.

## История
Большая часть территории, занимаемой ныне развлекательным комплексом Wynn Las Vegas, была получена путём приобретения легендарного отеля-казино Desert Inn и прилегавшего к нему гольф-клуба. Остаток был аккумулирован скупкой частных резиденций, располагавшихся вдоль Paradise Avenue, улицы, параллельной бульвару Стрип. Общая площадь территории, которую Стив Винн смог освободить под постройку нового грандиозного гостинично-игорного комплекса, составила 870 000 м².
Контракт с генеральным подрядчиком на проектирование и строительство Wynn Las Vegas, которым стала компания Marnell Corrao Associates, был заключён 4 июня 2002 года. Оригинальное название проекта было «Le Rêve» (с фр. — «Мечта»), но задолго до окончания строительства оно было заменено на «Wynn Las Vegas», а имя «Le Rêve» стало носить одно из развлекательных шоу, которое в настоящий момент идёт в Wynn Las Vegas. Помимо этого, «Le Rêve» называется и шедевр Пабло Пикассо, которым владеет Стив Винн и который является жемчужиной его коллекции искусства. Стоимость строительства составила $2,7 миллиарда, это был крупнейший в Соединённых Штатах строительный проект, финансируемый из частных источников (для сравнения — стоимость восстановления Всемирного торгового центра в Нью-Йорке примерно в то же время оценивалась в $1,7 миллиарда).
Рядом с развлекательным комплексом был построен и новый гольф-клуб, получивший название Wynn Golf and Country Club. Это единственное поле для гольфа на бульваре Стрип и одна из главных достопримечательностей Wynn Las Vegas.
Wynn Las Vegas, спроектированный архитектором Джоном Джерде, ранее работавшим для Стива Винна над отелем-казино Bellagio, был торжественно открыт 28 апреля 2005 года, в день рождения жены Винна, 55-ю годовщину открытия легендарного Desert Inn и спустя 5 лет после приобретения земли под его строительство.

## Достопримечательности

### Дилерский центр Ferrari-Maserati
Wynn Las Vegas — первое казино в Лас-Вегасе, в которое включён дилерский центр автомобилей класса «люкс». В нём продаются новые автомобили Ferrari и Maserati и подержанные автомобили других марок. Стоимость предлагаемых автомобилей, таких, как, например, Aston Martin варьирует от $100 000 до $1 600 000.
Помимо своей основной функции, дилерский центр работает ещё и как выставка экзотических машин, одна из немногих в Лас-Вегасе (нечто подобное есть ещё в отелях-казино Imperial Palace и Caesars Palace.

### Художественная коллекция Стива Винна
Первоначально открытая «Галерея Винна», за вход в которую бралась определённая плата, закрылась в начале 2006 года как результат плохих продаж билетов. Произведения искусства, выставлявшиеся в ней, сейчас рассредоточены по всему развлекательному комплексу. Одним из наиболее популярных экспонатов коллекции была знаменитая картина Пабло Пикассо «Le Rêve», которую он купил в 1998 году почти за 50 миллионов долларов.

### Озеро снов
В отличие от предыдущих проектов Стива Винна, например, The Mirage или Bellagio, в которых бесплатные приманки для туристов располагались перед парадным входом в гостиничный корпус вдоль бульвара Стрип (знаменитые фонтаны отеля Bellagio или вулкан The Mirage), Wynn Las Vegas спроектирован таким образом, чтобы туристы, желающие посетить бесплатный аттракцион, были вынуждены зайти для этого в здание развлекательного комплекса. Расчёт строится на том, что турист, зашедший в Wynn, там и останется сам на какое-то время, а заодно оставит часть своих денег.
Главный аттракцион отеля Wynn Las Vegas — это большой водопад за искусственной горой, выходящей на бульвар Стрип. Вода падает в озеро площадью 12 тыс. м². Во время ночного шоу «Озеро снов» на поверхность водопада и озера проецируются разноцветные изображения.

## Шоу

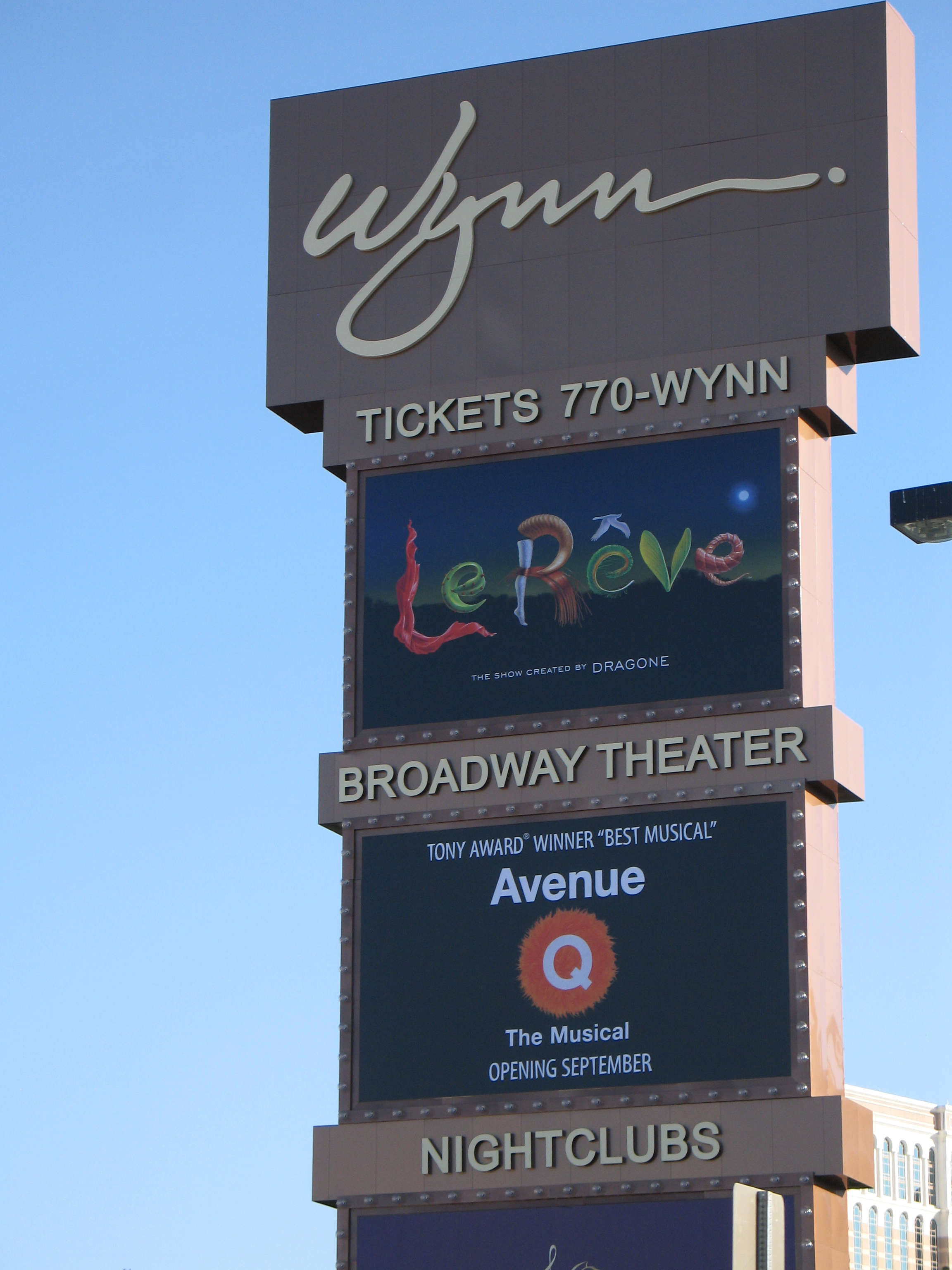
Вывески шоу, идущих в Wynn Las Vegas

### Le Rêve
«Le Rêve» — это первое постановочное шоу, запущенное в Wynn Las Vegas. Действие разворачивается в бассейне на 1 миллион галлонов воды, ни одно из зрительских кресел вокруг которого не находится от него далее, чем в 12 м. Режиссёр шоу — Фрэнк Драгоне, постановщик нескольких известных в Вегасе спектаклей Cirque du Soleil. «Le Rêve» во многом и напоминает Cirque du Soleil, однако все права на него принадлежат Стиву Винну.
Первоначально именем «Le Rêve» должен был называться весь развлекательный комплекс, однако позже название было заменено на Wynn Las Vegas.

### Avenue Q
«Avenue Q» — это мюзикл, шедший в Wynn Las Vegas, с 8 сентября 2005 по 28 мая 2006 года. Наряду с обычными актёрами в представлении были заняты и куклы. Спектакли шли в зале на 1200 мест, носящем название «Бродвейский театр».

### Spamalot
В 2007 году в Wynn Las Vegas состоялась премьера нового постоянного шоу «Spamalot», комедийного мюзикла на основе фильма «Монти Пайтон и Священный Грааль», ставшего лауреатом премии Tony, когда он шёл в Нью-Йорке, на Бродвее.

## Ночные клубы
В отеле-казино Wynn Las Vegas работают два ночных клуба:  Encore Beach Club площадью 5,600 кв.м. украшает триада бассейнов связанных каскадами водопадов. Intrigue, площадью в 1,300 кв. м., заменивший в 2016 году Tryst (с англ. — «Романтическое свидание»), в свою очередь заменивший в 2006 году клуб Le Bête (с фр. — «Зверь»), не пользовавшийся популярностью среди туристов, и Lure (с англ. — «Соблазн»), на месте которого открыт XS Nightclub площадью 3,700 кв. м. освещаемый одной из лучших в мире цветомузыкальной системой из десяти тысяч цветных прожекторов.

### Wynn Golf and Country Club
Wynn Golf and Country Club — единственный гольф-клуб на бульваре Стрип, пользоваться услугами которого можно лишь постояльцам Wynn Las Vegas. Спроектировано поле для гольфа Стивом Винном и Томом Фацио.

### Encore
Первую годовщину своей работы, 28 апреля 2006 года, в Wynn Las Vegas отметили началом строительства второго гостиничного корпуса, Encore. В новом здании, стоимостью $1,74 миллиарда, 2054 номера. Располагается оно рядом с существующим отелем-казино. Первоначально Encore планировался просто как расширение Wynn Las Vegas, однако затем проект стал полноценным независимым курортным комплексом.

## В массовой культуре
В фильме Роланда Эммериха «2012» самолёт «Антонов-500» пролетает между «Wynn» и «Encore».